# Affäre Gregory
Die Affäre Gregory (im Original: Affaire Grégory) war einer der berühmtesten Mordfälle in Frankreich im Jahr 1984. Der Fall gilt als einer der mysteriösesten Morde der französischen Kriminalgeschichte.

## Hergang
Der vierjährige Grégory Villemin wurde mit gefesselten Händen und Beinen im Fluss Vologne in der Nähe seines Elternhauses gefunden. Die Tat wurde vermutlich am 16. Oktober 1984 begangen. Dem Mord voraus ging eine Entführung des Jungen. Ein Mann meldete sich daraufhin beim Onkel Gregorys und nannte seine Tat einen Racheakt. Außerdem tauchten im Laufe der Ermittlungen mehrere Briefe auf, in denen ebenfalls von Rache als Motiv der Tat die Rede war. Die Ermittlungen konzentrierten sich vorerst auf einen Verwandten des Jungen. Dieser wurde verhaftet, aber bald wieder freigelassen. Der Vater des Opfers erschoss den Tatverdächtigen später und wurde dafür zu einer Haftstrafe von fünf Jahren verurteilt. Später geriet auch die Mutter des Jungen unter Verdacht, aber die Ermittlungen wurden aufgrund mangelnder Beweise eingestellt.
Im Jahr 2008 wurde der Fall neu aufgerollt. DNS-Spuren an den Briefmarken der besagten Briefe und den Fesseln brachten die Ermittlungen wieder voran.
Am 13. Juni 2017 kam es zu drei Verhaftungen im Fall Gregory. Ein älteres Ehepaar aus der Gegend um Bruyères und eine weitere Person wurden vorerst festgenommen. Gegen sie wird aufgrund von Beihilfe zum Mord, Verschleierung einer Straftat und unterlassener Hilfeleistung ermittelt.
Am 11. Juli 2017 wurde der Untersuchungsrichter Jean-Michel Lambert, der den Fall Gregory im Jahr 1984 behandelt hatte, tot in seiner Wohnung in Le Mans aufgefunden. Die Polizei kam zu dem Schluss, dass Lambert durch Suizid zu Tode kam. Dem Richter waren während der Ermittlungen zahlreiche Fehler unterlaufen, sodass ihm der Fall entzogen wurde.

## Weiteres
- Die Mutter des Kindes, Christine Villemin, wurde in dem Verfahren von dem späteren Wirtschaftsminister Arnaud Montebourg vertreten.[4]